# Eftimie Murgu (Caraș-Severin)
Eftimie Murgu é uma comuna romena localizada no distrito de Caraș-Severin, na região de Banato. A comuna possui uma área de 99.02 km² e sua população era de 1719 habitantes segundo o censo de 2007.